# RKO Pictures

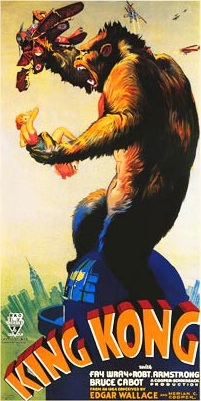
Plakát filmu King Kong z roku 1933

RKO Radio Pictures byl jeden z předních hollywoodských výrobců filmů 30. a 40. let 20. století a také distributor filmů. Počátky firmy jsou spojeny s korporací RCA, která chtěla prosadit vlastní patent zvukového filmu, ale odmítla spolupracovat s existujícími značkami a založila samostatnou společnost pro výrobu a distribuci filmů RKO.
Ačkoli RKO neovládl trh s filmy a nevytvořil stabilní organizační strukturu, získal finanční úspěch díky populárním filmům jako King Kong, Občan Kane a Skvělí Ambersonové Orsona Wellese a muzikálům s Ginger Rogersovou a Fredem Astairem.
V padesátých letech 20. století se značka dostala do problémů, a přestože se excentrický milionář Howard Hughes pokoušel obnovit její postavení, byla nakonec zlikvidována.